# Mount Gladstone
Mount Gladstone är ett berg i Kanada.   Det ligger i provinsen Alberta, i den södra delen av landet, 2 900 km väster om huvudstaden Ottawa. Toppen på Mount Gladstone är 1 806 meter över havet.
Terrängen runt Mount Gladstone är kuperad åt nordost, men åt sydväst är den bergig. Terrängen runt Mount Gladstone sluttar norrut. Trakten runt Mount Gladstone är nära nog obefolkad, med mindre än två invånare per kvadratkilometer.. Det finns inga samhällen i närheten.
I omgivningarna runt Mount Gladstone växer i huvudsak barrskog.